# Puerto Natales
Puerto Natales je chilské přístavní město, které leží v provincii Poslední naděje (Provincia de Última Esperanza) v regionu Magallanes a Chilská Antarktida (Región de Magallanes y de la Antártica Chilena). Leží na pobřeží průlivu Señoret, který náleží k zálivu Poslední naděje (Seno Última Esperanza). Město leží poblíž argentinské hranice, 247 km severně od hlavního města regionu, Punta Arenas a asi 2040 km jižně od hlavního města Chile, Santiaga. Město obývá přibližně 21 tisíc obyvatel. S Punta Arenas je spojeno státní silnicí č. 9.
Místní klima je chladné, oceánské, se silným větrem během léta.
Město bylo založeno v roce 1911 za účelem nákladu masa a dalších produktů chovu ovcí v celé oblasti. V současnosti je hlavním zdrojem příjmů města turismus, město slouží jako výchozí bod pro návštěvu NP Torres del Paine či jeskyně Cueva de Milodón.

## Fotogalerie

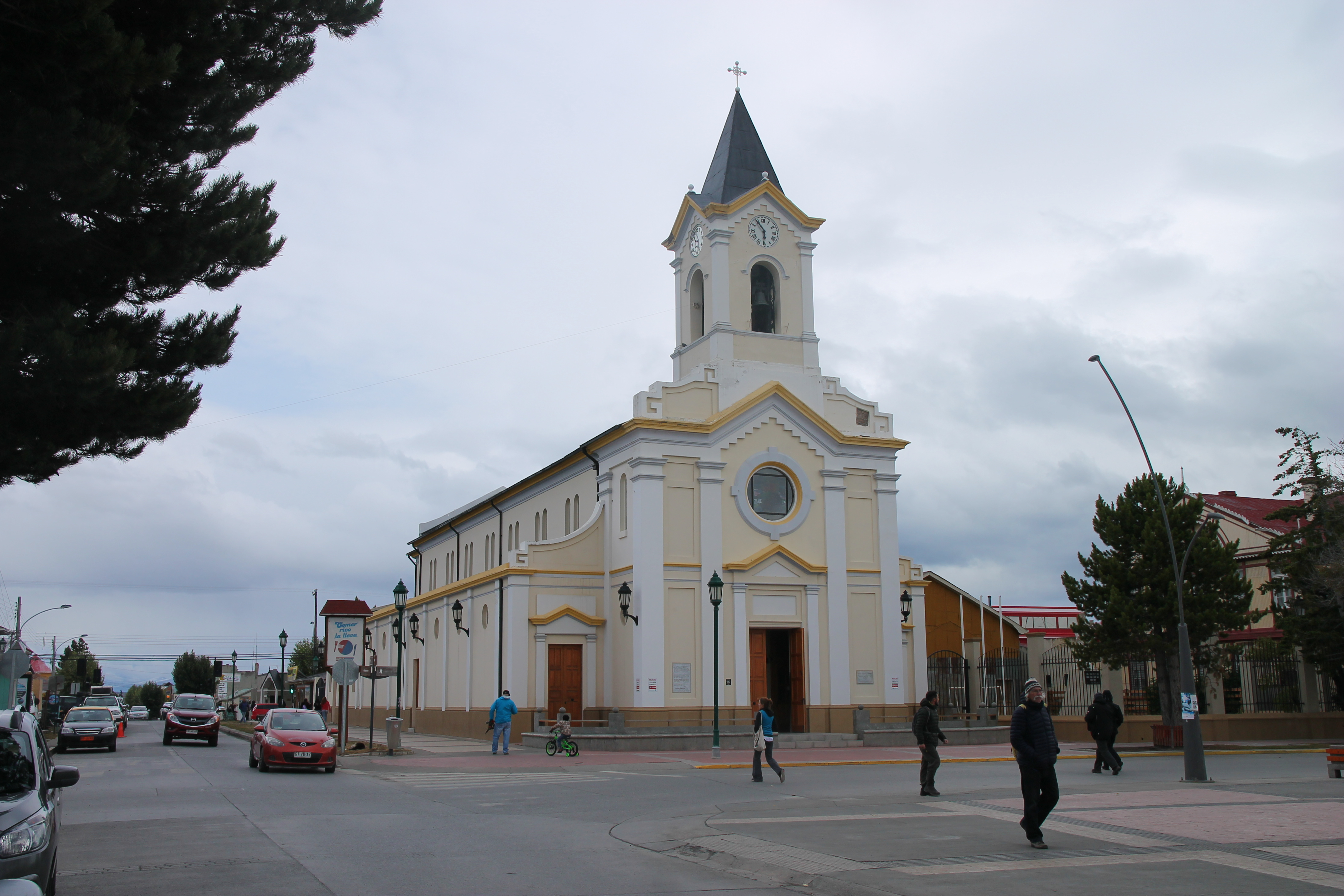
Kostel Panny Marie Pomocnice
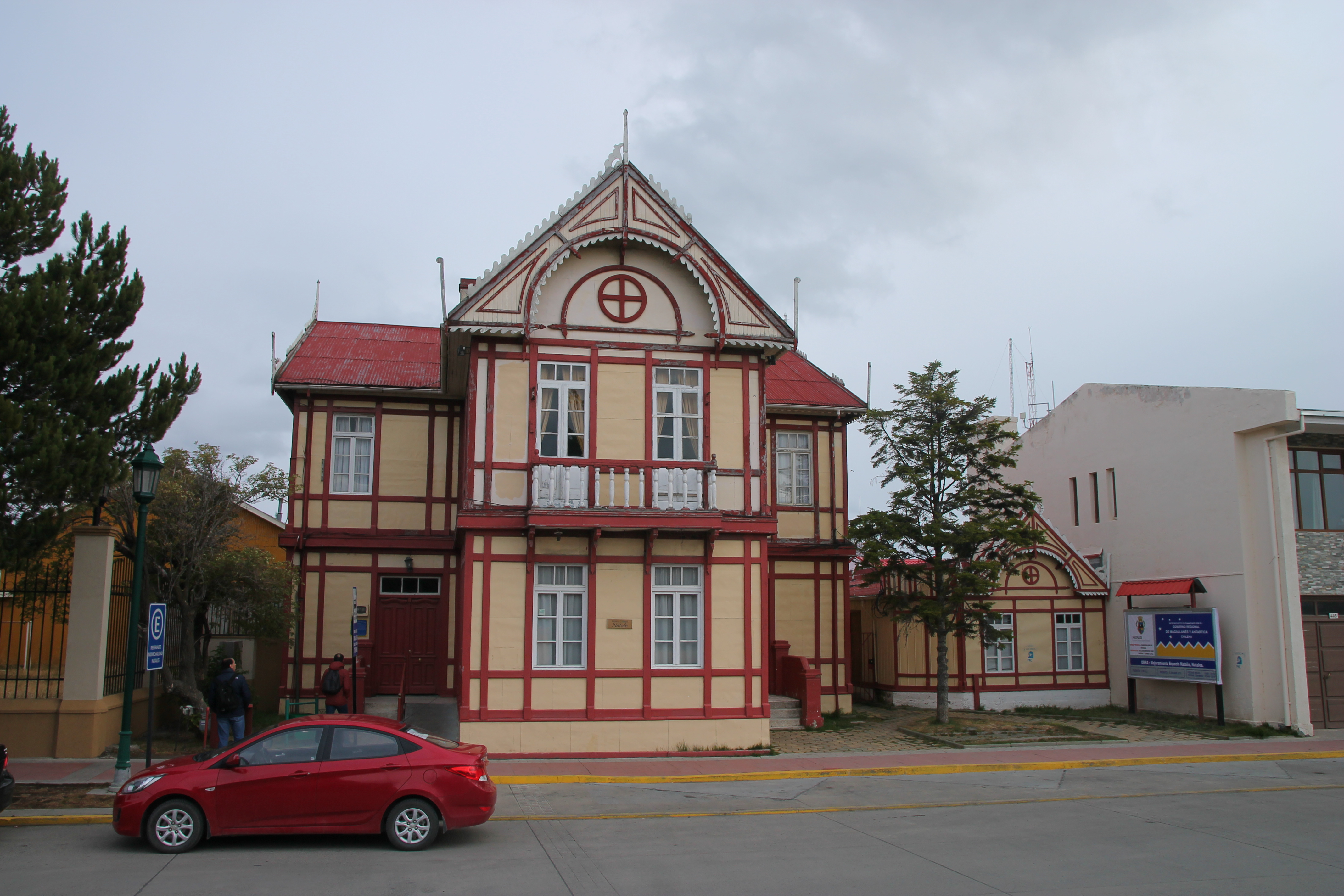
Starý dům na náměstí
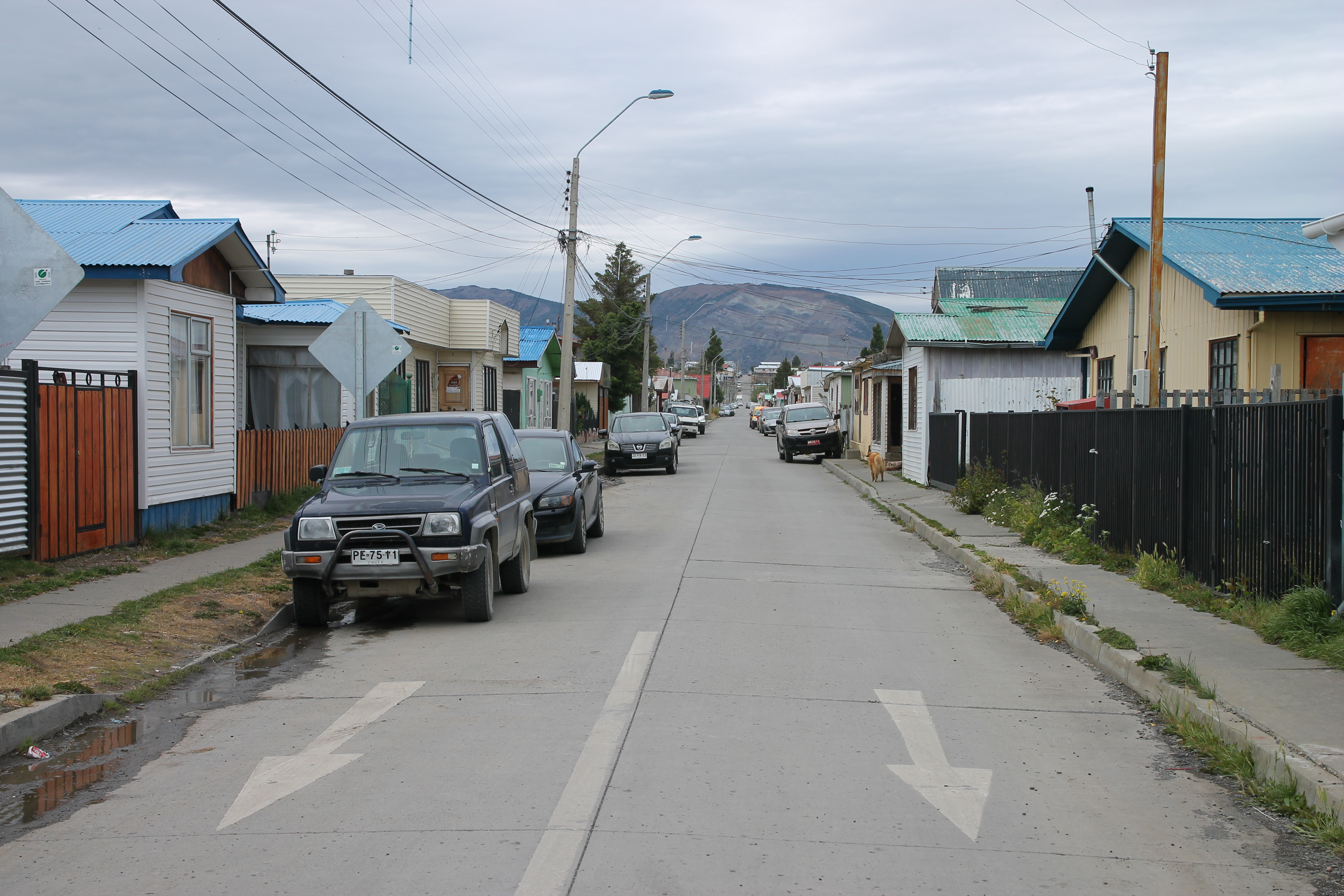
Typická ulice ve městě
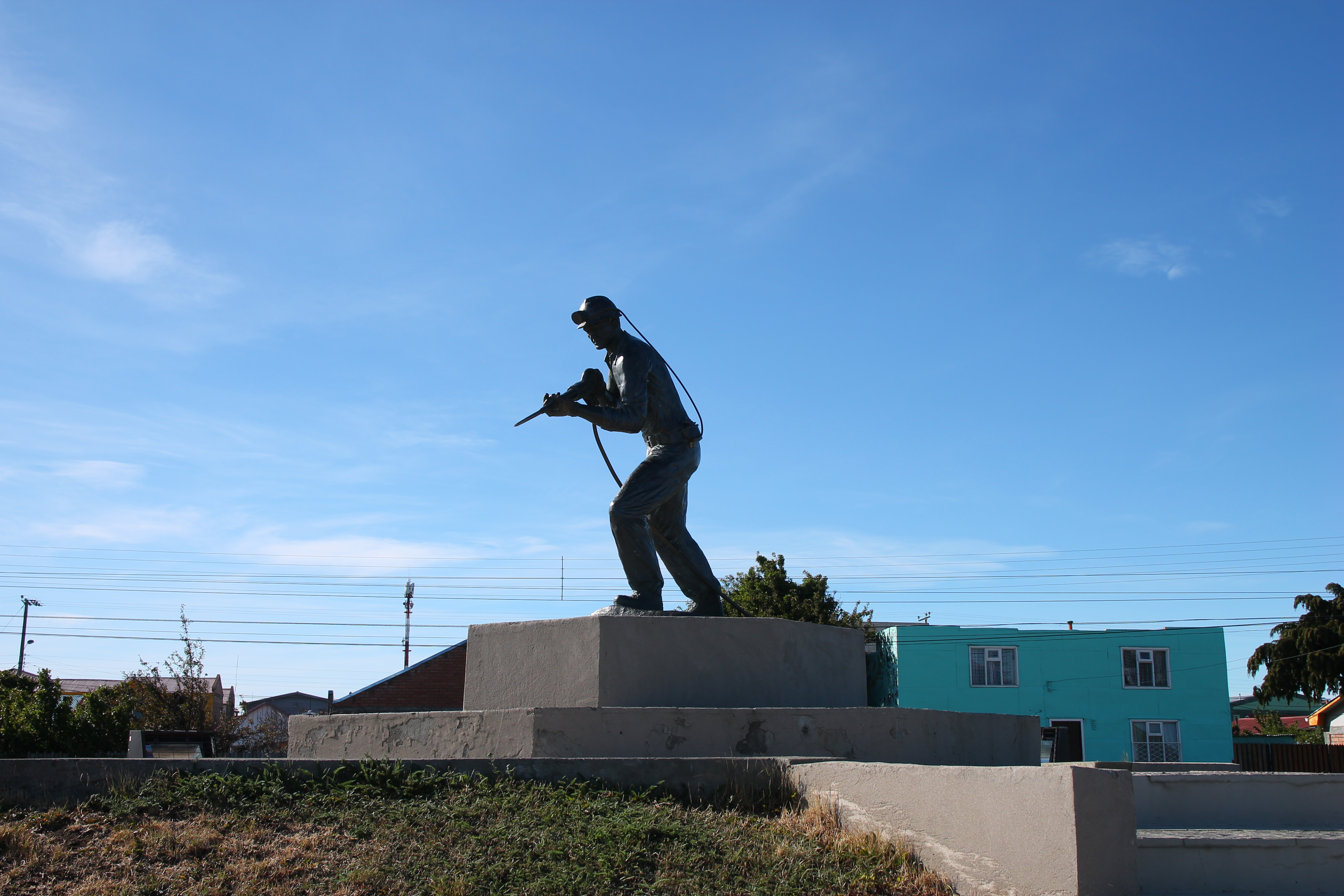
Socha horníka
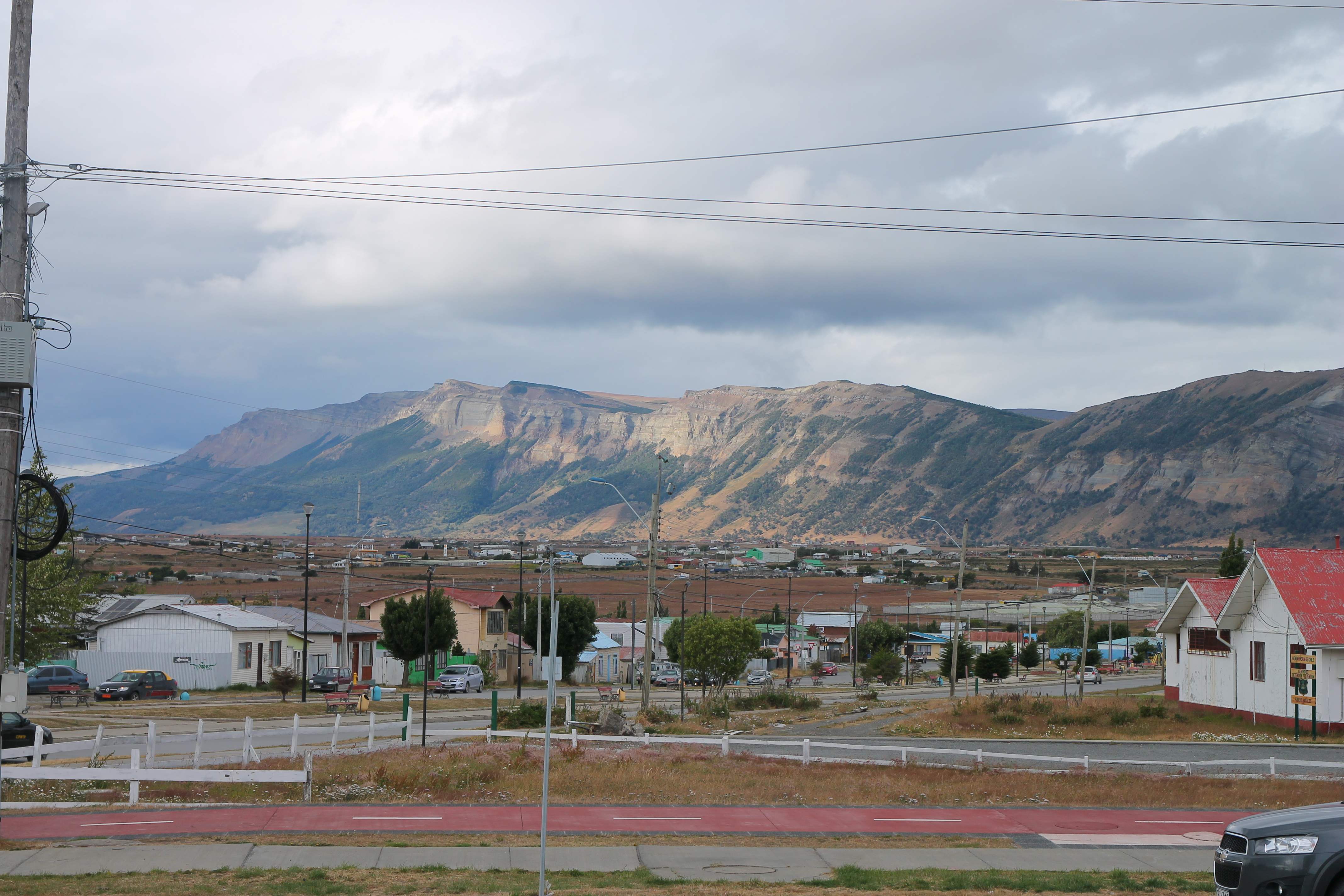
Masiv Cerro Dorotea, který se zvedá nad městem
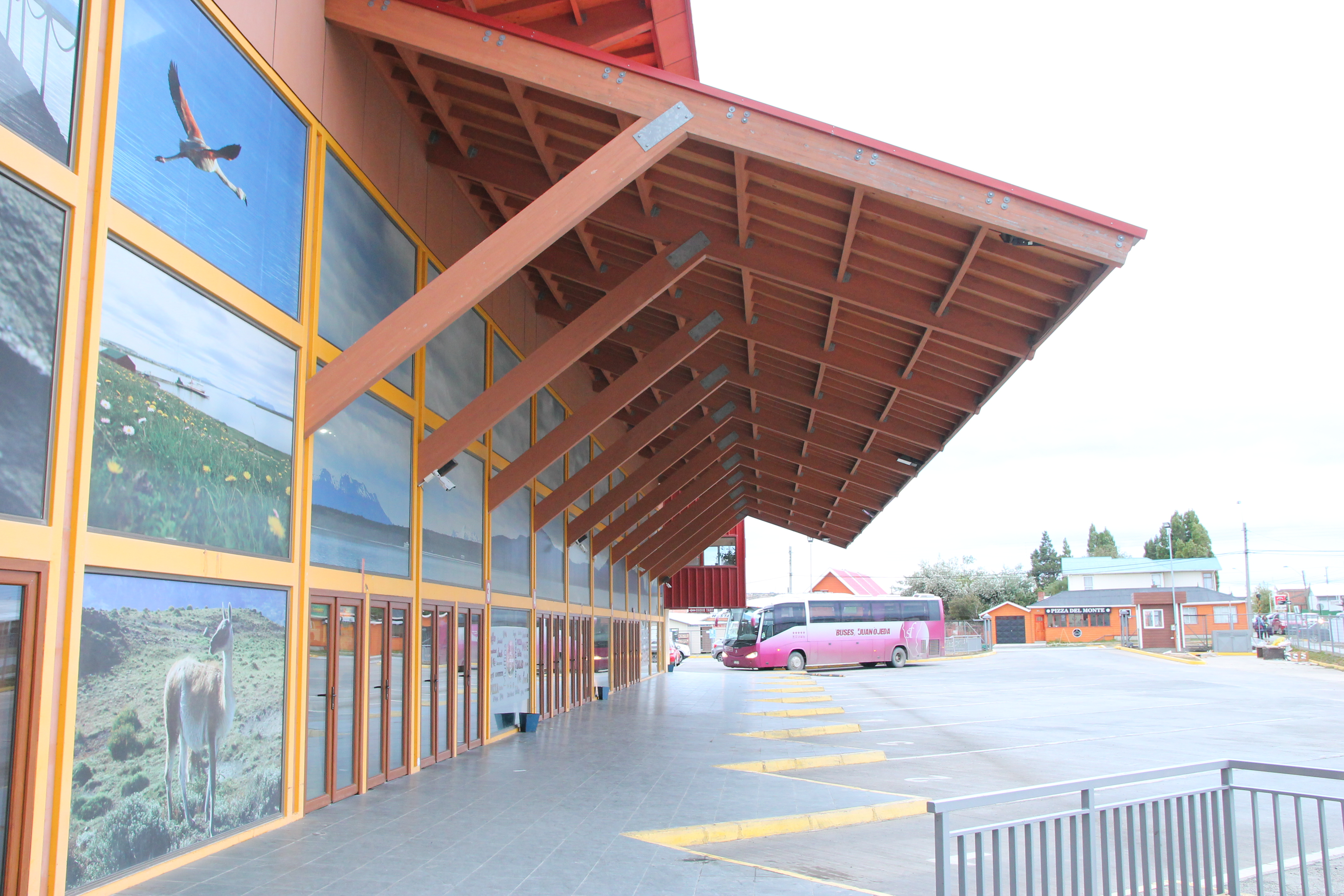
Autobusový terminál
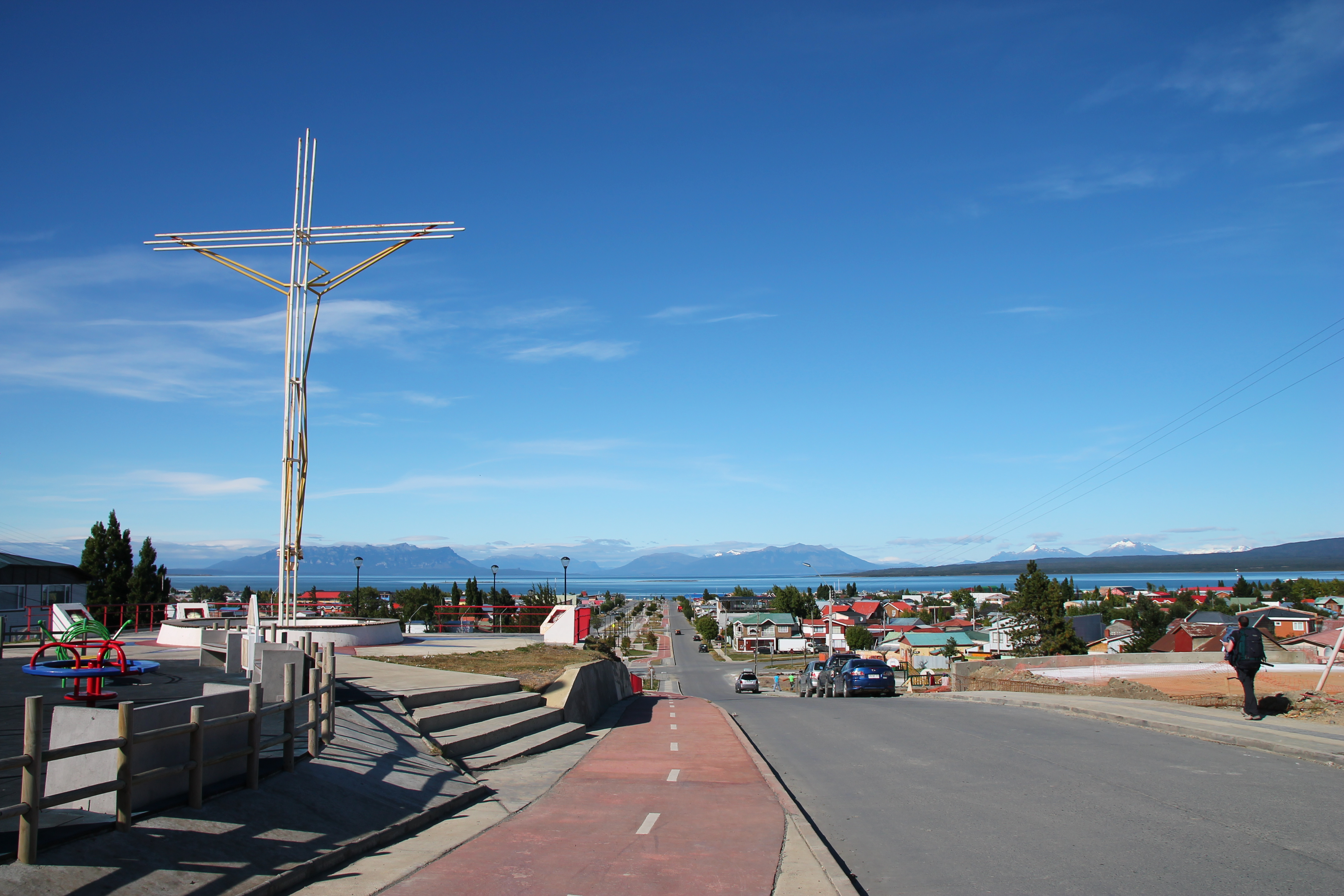
Kříž nad městem